# Puig-oriol (Castellfollit de Riubregós)
El Puig-oriol és una muntanya de 571 metres que es troba entre els municipis de Castellfollit de Riubregós, a la comarca de l'Anoia i de Torà, a la comarca del Solsonès.